# Шавлія кременецька
Шавлія кременецька (Salvia cremenecensis; народна назва — шалфей) — ендемічна рослина. Занесена до Червоної книги України (1996).
Дуже рідко трапляється на схилах останцівських пагорбів. Потребує уточнення ареалу, детального вивчення умов зростання і забезпечення охорони.
Вид знаходиться під охороною в природному заповіднику «Медобори» та його філії «Кременецькі гори» та в ботанічному заказнику загальнодержавного значення Ваканци.